# Дворец губернаторов (Львов)

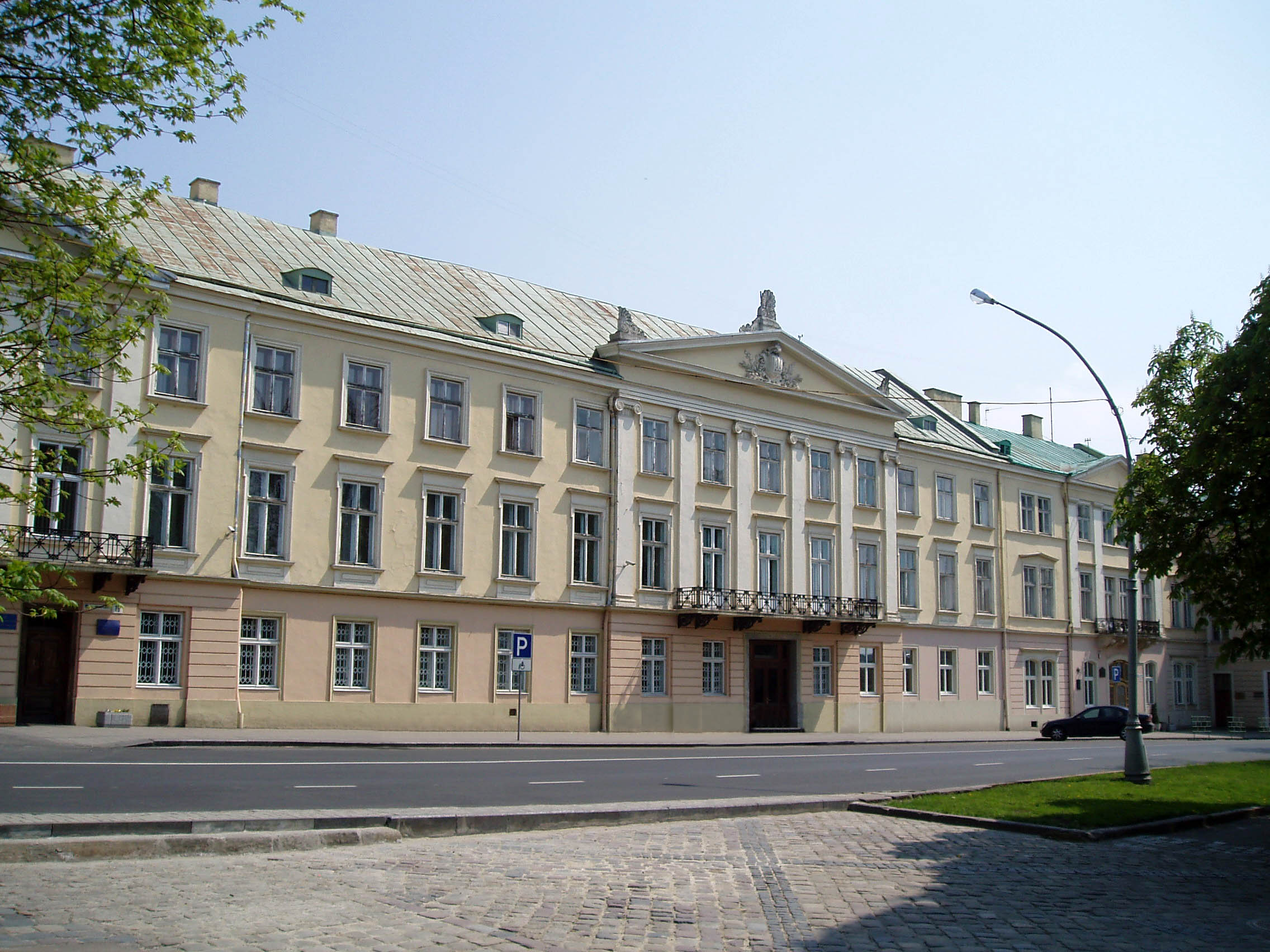
Дворец губернаторов

Дворе́ц губерна́торов — памятник истории и архитектуры во Львове (Украина). Здание относится к типу дворцовой архитектуры позднего классицизма. Находится за северной границей средневекового города, примыкает к зданию Галицкого наместничества. Адрес: ул. Винниченко, 16.
Здание было перестроено под дворец по проекту архитектора Гельмана в 1821 году, в конце XIX века был реконструировано.
Здание Г-образное в плане, удлинено вдоль улицы, кирпичное, трёхэтажное с боковыми разной ширины ризалитами, завершёнными треугольными фронтонами. Ризалиты на высоту двух верхних этажей оформлены пилястрами ионического ордера. По центру над входом расположен балкон на металлических фигурных кронштейнах. Окна второго и третьего этажей обрамлены профилированными наличниками.